# Elstertrebnitz
Elstertrebnitz település Németországban, azon belül Szászország tartományban. Lakosainak száma 1276 fő (2023. december 31.). Elstertrebnitz Pegau, Groitzsch, Elsteraue és Hohenmölsen községekkel határos.

## Népesség
A település népességének változása:
| Lakosok száma | 1251 | 1274 | 1306 | 1296 | 1276 |
|               | 2017 | 2019 | 2021 | 2022 | 2023 |